# 普拉特鎮區 (內布拉斯加州道奇縣)
普拉特鎮區（英語：Platte Township）是位於美國內布拉斯加州道奇縣的一個行政鎮區。

## 地方資料
普拉特鎮區的面積為98.24平方千米，當中陸地面積為87.60平方千米，而水域面積為10.64平方千米。根據2020年美國人口普查的數據，當地共有人口2249人，而人口密度為每平方千米22.89人。